# モンタンヴェール鉄道
モンタンヴェール鉄道（フランス語: Chemin de fer du Montenvers、英語: Montenvers Railway）は、フランスのオート＝サヴォワ県にある登山鉄道である。

## 路線
シャモニーでフランス国鉄と接続し、フランス最大の氷河であるメール・ド・グラース氷河のそばのオテル・ド・モンタンヴェール駅  Hotel de Montenvers  （標高1913メートル）まで上る氷河観光用の登山鉄道である。所要時間は、約20分である。
路線の大半はラック式鉄道で、110～220‰の勾配を上る。600mに渡って雪崩防御用の屋根が設けられ、ほぼ一年中運行が可能である。

## 歴史
1906年着工、1909年に全通。岩がちの地形で労働者には石工が多く、ルートには岩を削って複数のトンネルや11個の花崗岩アーチを連ねた長さ152mのモンタンヴェール鉄道橋が作られた。所要時間は、当初は蒸気機関車による運行で片道小1時間ほどかかっていたが、1953年に電化され縮小した。急勾配の路線で、1927年8月、下り中にブレーキ遅れから時速65kmにまで加速、鉄道橋から転落、死者22人、負傷者約50人を出す事故を起こした。

## 運営主体
モンブラントラムウェイや、他のスキーリフト等を運営するコンパニー・デュ・モンブラン（Compagnie du Mont Blanc）が行っている。